# Solero
Solero – miejscowość i gmina we Włoszech, w regionie Piemont, w prowincji Alessandria.
Według danych na styczeń 2010 gminę zamieszkiwało 1686 osób przy gęstości zaludnienia 74,2 os./1 km².